# Toxorhina (Toxorhina) biceps
Toxorhina (Toxorhina) biceps is een tweevleugelige uit de familie steltmuggen (Limoniidae). De soort komt voor in het Oriëntaals gebied.